# Jeptiška (holub)

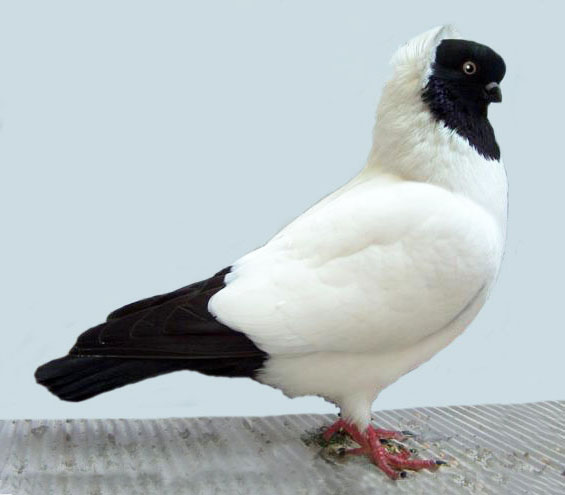
Anglická jeptiška chocholatá černá

Jeptiška je označení několika plemen holuba domácího náležejících mezi rejdiče. Jsou charakteristické zbarvením: opeření je převážně bílé, barevná je celá hlava, letky a ocas. Nejčastěji jsou černé, ale chovají se i v rázu modrém, stříbřitém, červené, žlutém a šedohnědém. Jeptiška tvoří celou řadu národních či krajových názvů, z nichž nejdůležitější je jeptiška anglická, rozšířená především v USA, a jeptiška německá, která je nejčastějším plemenem jeptišky chovaným v Evropě. Mezi další rázy jeptišek patří například jeptiška polská, katalánská či ruská. Všechny jeptišky jsou bezrousé, ale některé mohou mít lasturovitou chocholku.
Ke sportovním účelům se jeptišky chovají zřídka. Jsou ale velmi plodné a použitelné jako chůvky při odchovu krátkozobých rejdičů.

## Plemena jeptišek v seznamu EE

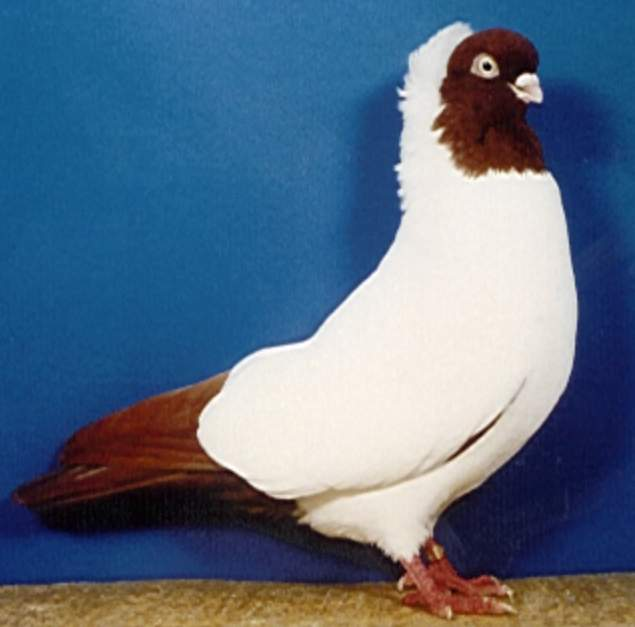
Německá jeptiška hladkohlavá červená

V seznamu plemen holubů EE spadají jeptišky do plemenné skupiny rejdičů a vysokoletců. Oficiálně jsou v Evropě uznaná dvě plemena, a to jeptiška anglická pod číslem 0896 a jeptiška německá pod číslem 0897.